# Borodinia serotina
Borodinia serotina (лат.) (также известен как Boechera serotina (лат.), или Arabis serotina (лат.)) — двулетнее травянистое растение, вид растений рода Бородинии (Borodinia) семейства Капустных (Brassicaceae). Цветёт летом — осенью, в июле — сентябре. Цветочки мелкие, беловатые. Плоды прямые стручки с уплощёнными желтовато-коричневыми семенами. Эндемик американских штатов Виргинии и Западной Виргинии. Входит в Национальную коллекцию исчезающих растений (англ. National Collection of Endangered Plants) в ведении Центра сохранения растений. Впервые описан в 1911 году Edward Strieby Steele.

## Таксономия
Впервые описан американским ботаником Edward Strieby Steele (E.S.Steele) в 1911 году по образцам, собранным близ общины Миллборо в округе Бат, Виргиния; им же был назван Arabis serotina. Изначально о классификации вида велись споры. Таксон A. serotina либо не упоминался, либо рассматривался как синоним близкого вида Arabis laevigata var. burkii.

## Описание
Двулетнее травянистое растение. Имеет сильно разветвлённые соцветия и позднее, лето—осень, цветение, что делает вид уникальным для своего рода. Высота — 41—97 см. Стебель голый, прямостоячий со значительным ветвлением; вырастают до 4—10 дм из небольших розеток, исчезающих со временем. Лопатчатые дольчатые прикорневые листья образуют розетки 15—35 мм в поперечнике. Стеблекорень не виден. Стеблевые листья же длиной 5—15 см, узколанцетные, цельные или зубчатые, рано опадают. Цветки неприметные: мелкие, длиной 4—8 мм, лепестки беловатые; чашечки — 2—3,3 мм. Плод — прямой стручок длиной 4—8 см; содержит уплощённые семена длиной 1—2 мм желтовато-коричневого цвета, крылышки очень узкие. Цветёт в июле—сентябре.

## Ареал
13 июля 1989 года был впервые указан как вымирающий вид Службой охраны рыбных ресурсов и диких животных США. Находится под угрозой исчезновения на всей территории ареала. Распространён только в американских штатах Виргинии (округи Аллегейни, Огаста, Бат, Хайленд и Рокбридж) и Западной Виргинии (округи Гринбрайер, Покахонтас, Пендлтон и Харди); физико-географическая провинция Ридж-энд-Вэлли горной системы Аппалачи. В 1991 году было известно только 35 популяций, 18 из которых в Западной Виргинии. В природе, вероятно, насчитывается меньше 4000 особей. Большинство популяций находятся в национальных лесах Мононгахила и Джордж Вашингтон и Джефферсон. Обычно растёт на прогреваемых склонах, обращённых к югу, в почве с фрагментами глинистого сланца; преимущественно возле таких деревьев, как сосна жёсткая, Quercus montana, Quercus coccinea и можжевельник виргинский.

## Синонимы
Согласно данным GBIF на сентябрь 2024 года в синонимику вида Borodinia serotina (E.S.Steele) P.J.Alexander & Windham. In: Alexander, P.J. & Windham, M.D. Syst. Bot. 38:203. (2013) входят следующие названия:
- ≡ Arabis serotina E.S.Steele
- = Boechera serotina (E.S.Steele) Windham & Al-Shehbaz